# 髙橋知道
髙橋 知道（たかはし ともみち、1970年6月9日 - ）は、日本の実業家。オープングループ株式会社創業者・代表取締役。

## 人物・来歴
広島県福山市で印刷業者の家に生まれる。1993年一橋大学経済学部卒業、アンダーセンコンサルティング（現アクセンチュア）入社。1996年ソフトバンクに入社し、孫正義の薫陶を受ける。
ジェイ・スカイ・ビーを経て、2000年にデジタルリパブリック（のちのオープングループ）を設立し、同社代表取締役に就任。2005年ベクトル取締役。
コンサルティング事業を行っていたが、2008年のリーマン・ショックで経営危機に陥った。その後、ロボティック・プロセス・オートメーション事業を新たに手掛け、2018年に東京証券取引所マザーズに上場後は、東京証券取引所一部への上場を目指して経営を進め、2019年に東京証券取引所一部上場を果たした。